# Hypodactylus araiodactylus
Hypodactylus araiodactylus är en groddjursart som först beskrevs av William Edward Duellman och Jennifer B. Pramuk 1999.  Hypodactylus araiodactylus ingår i släktet Hypodactylus och familjen Strabomantidae. IUCN kategoriserar arten globalt som otillräckligt studerad. Inga underarter finns listade i Catalogue of Life.